# (4118) Sveta
(4118) Sveta ist ein Hauptgürtelasteroid, der am 14. Oktober 1982 von der Astronomin Ljudmyla Schurawlowa vom Krim-Observatorium aus entdeckt wurde.
Der Asteroid wurde nach der ehemaligen sowjetischen Kosmonautin Swetlana Jewgenjewna Sawizkaja (* 1948), der zweiten Frau im All, benannt.